# براندون ساندرز
براندون ساندرز (بالإنجليزية: Brandon Sanders)‏ هو لاعب كرة قدم أمريكية أمريكي، ولد في 10 يونيو 1973 في سان دييغو في الولايات المتحدة.

## وصلات خارجية
- براندون ساندرز على موقع مرجع كرة القدم المحترفة.كوم (الإنجليزية)
- براندون ساندرز على موقع JustSportsStats.com (الإنجليزية)